# Sokarás
Sokarás, en grec moderne : Σοκαράς, est un village du dème de Gortyne, dans le district régional de Héraklion, de la Crète, en Grèce. Selon le recensement de 2001, la population de Sokarás compte 558 habitants.
Le village est situé à une altitude d'environ 370 mètres et à une distance de 49,7 km de Héraklion.
Dans le recensement vénitien, de 1583, par Castrofilaca, le village est mentionné en tant que Socará avec 84 habitants.